# Rối loạn lo âu lan tỏa
Rối loạn lo âu lan tỏa (tiếng Anh: generalized anxiety disorder) là một dạng trong nhóm bệnh rối loạn lo âu có đặc điểm cơ bản là sự lo âu lan tỏa và dai dẳng đồng thời không giới hạn và nổi bật trong bất cứ tình huống đặc biệt nào. Triệu chứng thể chất thường đi kèm với lo âu bao gồm bất an, dễ mệt mỏi, run rẩy, căng thẳng bắp thịt, vã mồ hôi, choáng váng, hồi hộp, chóng mặt, đầu óc trống rỗng, đánh trống ngực, khó chịu ở vùng bụng, khó nuốt, buồn nôn, tính tình trở nên cáu kỉnh. Tuy nhiên cần thấy được sự khác nhau giữa lo âu thông thường và lo âu bệnh lý. Khi cảm thấy lo âu rất nhiều mà không do nguyên nhân nào rõ rệt, không còn khả năng tự kiểm soát được bản thân, lo âu làm ảnh hưởng nghiêm trọng đến cuộc sống hàng ngày thì đó là bệnh lý. Cần phân biệt rối loạn lo âu lan tỏa với các rối loạn lo âu khác vì chúng thường có một số điểm chung dễ gây nhầm lẫn. Ám ảnh sợ xã hội, ám ảnh sợ khoảng trống, ám ảnh sợ chuyên biệt đều có đặc điểm chung là tình huống gây lo âu đều cụ thể trong một hoặc một nhóm hoàn cảnh, đối tượng nhất định trong khi đó rối loạn lo âu lan tỏa không khu trú ở một tình huống cụ thể nào, cái tên "lan tỏa" của nó cũng bắt nguồn từ tính chất này. Bệnh còn có tên khác là rối loạn lo âu toàn thể.

## Vấn đề
Với những người bị rối loạn lo âu lan tỏa, mỗi ngày diễn ra họ đều phải trải qua cảm xúc lo lắng và căng thẳng quá mức, mặc dù có rất ít hoặc không có vấn đề nghiêm trọng nào. Họ hay dự đoán các sự kiện bất trắc và quá quan tâm đến các vấn đề sức khỏe, tiền bạc, gia đình, hoặc khó khăn trong công việc... Khi mức độ lo lắng ở tầm vừa phải, người mắc rối loạn lo âu lan tỏa có thể đảm bảo chức năng xã hội và giữ một công việc bình thường. Tuy nhiên người bệnh sẽ gặp khó khăn thậm chí trong việc thực hiện các hoạt động đơn giản hàng ngày nếu lo lắng là nghiêm trọng.

## Tiêu chuẩn chẩn đoán
Tiêu chuẩn chẩn đoán cho rối loạn lo âu lan tỏa theo Cẩm nang Chẩn đoán và Thống kê Rối loạn tâm thần của Hoa Kỳ (DSM-IV-TR):
- Về mặt thời gian: lo lắng nhiều kéo dài tối thiểu 6 tháng về các sự kiện hay các hoạt động xảy ra hàng ngày (như công việc hay học tập)
- Tự kiểm soát: khó khăn trong kiểm soát lo lắng
- Lo lắng kết hợp với 3 trong 6 triệu chứng sau (với trẻ em chỉ cần một):

1. Tình trạng bồn chồn, căng thẳng, bực dọc
2. Dễ bị mệt
3. Khó tập trung hay đầu trống rỗng
4. Kích thích
5. Căng cơ
6. Rối loạn giấc ngủ (khó vào giấc ngủ hay dễ thức giấc, ngủ vật vã). Ngoài ra các triệu chứng có thể bao gồm cảm giác buồn nôn và đau bụng mãn tính

- Tình trạng lo lắng cùng các triệu chứng cơ thể gây khó khăn đáng kể hay suy giảm các hoạt động xã hội, nghề nghiệp hay các lĩnh vực quan trọng khác
- Lo lắng không do các tác động sinh lý của hóa chất (như việc sử dụng ma túy) hay các bệnh lý đa khoa (như sự hoạt động quá mức của tuyến giáp) và không xảy ra trong rối loạn khí sắc, rối loạn loạn thần, rối loạn phát triển lan tỏa

## Các rối loạn tâm thần kết hợp
Rối loạn lo âu lan tỏa hiếm khi là rối loạn duy nhất ở người bệnh, nó thường đi kèm với các loại rối loạn lo âu khác, trầm cảm, hoặc lạm dụng chất.
Ở người mắc rối loạn lo âu lan tỏa thì trầm cảm là bệnh tâm thần thường kết hợp nhất, xảy ra gần 2/3 các trường hợp. Rối loạn hoảng loạn có ở 1/4 số bệnh nhân có rối loạn lo âu lan tỏa, lạm dụng rượu có nhiều hơn 1/3 các trường hợp. Các nghiên cứu gần đây trên trẻ sinh đôi cho thấy xu hướng chung các yếu tố di truyền của cả hai rối loạn lo âu lan tỏa và trầm cảm, và một báo cáo mới đây đề nghị một khác biệt di truyền về gien vận chuyển serotonin có thể góp phần ở người có cả hai bệnh lý này. Theo thống kê riêng ở Mỹ của dự án nghiên cứu National Comorbidity Survey trong năm 2005 (một dự án nghiên cứu về tỉ lệ các rối loạn tâm thần ở người Mỹ) thì 58% bệnh nhân được chẩn đoán trầm cảm có rối loạn lo âu, trong số đó 17,2% là rối loạn lo âu lan tỏa, 9,9% là rối loạn hoảng sợ.

## Dịch tễ học
Bệnh có thể ảnh hưởng đến bất cứ lứa tuổi nào và thường khởi phát trước tuổi 25. Phụ nữ có tỉ lệ mắc bệnh cao hơn từ 2 đến 3 lần so với nam giới. Khi không được điều trị, tiến triển điển hình là mãn tính, có tỷ lệ hồi phục thấp và tỷ lệ tái phát trung bình.

## Thống kê trên thế giới
Nói chung rối loạn lo âu thường kết hợp với nhiều rối loạn tâm thần khác và tồn tại sự khác biệt nhất định giữa các nước trong tiêu chuẩn đánh giá điều đó gây khó khăn trong việc thống kê chính xác, bởi vậy các con số dưới đây chỉ mang tính tham khảo:
- Úc: 3% người trưởng thành[6]
- Canada: Từ 3% đến 5% người trưởng thành[7]
- Ý: 2,9%[8]
- Đài Loan: 0,4%[8]
- Hoa Kỳ: xấp xỉ 3,1% người trên 18 tuổi; khoảng 6,8 triệu người từng mắc căn bệnh này[9]

## Nguyên nhân và các yếu tố nguy cơ
Cũng giống như các rối loạn tâm thần khác, nguyên nhân của rối loạn lo âu lan tỏa chưa được biết rõ. Các nhà nghiên cứu cho thấy bệnh có thể liên quan đến các chất hoá học trong não thường gọi là các chất dẫn truyền thần kinh như serotonin, GABA (gamma-aminobutyric acid) và norepinephrine. Tuy nhiên, nguyên nhân có thể là một sự phối hợp của những quá trình sinh học trong cơ thể, các yếu tố di truyền, môi trường sống, nhân cách. Nhiều bệnh nhân cho rằng những nỗi lo âu của họ bắt đầu từ thời thơ ấu, nhưng chúng cũng vẫn có thể xảy ra ở lúc trưởng thành.
Một số yếu tố tăng nguy cơ sinh bệnh:
- Tuổi thơ bất hạnh: Trẻ có tuổi thơ bất hạnh và nhiều nghịch cảnh, chứng kiến những hình ảnh gây tổn thương, có nguy cơ cao hơn.
- Bệnh tật: Mắc phải bệnh nặng khiến bệnh nhân hoang mang về sự tồn tại của mình. Lo âu về tương lai, cách điều trị, chi phí có thể vượt quá khả năng chịu đựng.
- Stress: Nhiều tình huống stress dồn dập trong cuộc sống có thể khởi phát sự lo âu quá mức. Ví dụ tan vỡ các mối quan hệ thân tình đi kèm với stress bị mất việc và mất thu nhập là khởi đầu cho rối loạn lo âu lan tỏa.
- Nhân cách: Một số dạng nhân cách nào đó dễ sinh rối loạn lo âu lan tỏa. Những người không đạt được nhu cầu về tâm lý, như trường hợp không có những liên hệ gần gũi được đáp ứng đầy đủ có nguy cơ cao mắc bệnh. Ngoài ra, một số rối loạn nhân cách, như rối loạn nhân cách ranh giới (borderline personality disorder), cũng đi kèm với rối loạn lo âu.
- Di truyền: Một số chứng cứ cho thấy rối loạn lo âu lan tỏa có yếu tố di truyền khiến nó thường gặp ở nhiều thành viên trong cùng một gia đình.

## Điều trị
- Stress và lo buồn đều có các hiệu quả cả về cơ thể và tâm thần.
- Việc học các kỹ năng để làm giảm hậu quả của stress mà không dùng các thuốc yên dịu là cách giải quyết hiệu quả nhất[10].

### Tâm lý trị liệu
Phương pháp tâm lý trị liệu được dùng để điều trị bệnh nhân mắc rối loạn lo âu lan tỏa là liệu pháp hành vi nhận thức (cognitive behavioral therapy - CBT). Trị liệu giúp bệnh nhân hiểu được tác động của suy nghĩ và cảm xúc lên hành vi từ đó thay các suy nghĩ tích cực cho những suy nghĩ tiêu cực dẫn đến lo âu. Điều đó giúp bệnh nhân đối diện với sợ hãi và dần dần cảm thấy thoải mái hơn trong các tình huống như vậy đồng thời thực hành các kỹ năng mà họ được học. Bệnh nhân ghi chép suy nghĩ của họ và cảm xúc của họ trong nhật ký, ghi chú các tình huống mà họ cảm thấy lo âu và các hành vi làm giảm lo âu, thường gồm 6 đến 12 buổi trị liệu cá nhân, cách tuần. Liệu pháp hành vi nhận thức có thể là liệu pháp duy nhất hoặc kết hợp với dùng thuốc. CBT có hiệu quả với 1/3 số bệnh nhân trong khi đó cũng ngần ấy bệnh nhân không đáp ứng với bất kỳ trị liệu nào.

### Dùng thuốc
Dùng thuốc trong điều trị rối loạn lo âu lan tỏa chỉ là thứ yếu, tuy vậy việc dùng thuốc có thể cần thiết nếu các triệu chứng lo âu rõ rệt vẫn tồn tại mặc dù đã thực hiện các trị liệu thuần túy tâm lý khác.
- Thuốc chống lo âu: Nhưng thường không được sử dụng kéo dài bởi vì việc dùng kéo dài có thể dẫn đến lệ thuộc và khi ngừng dùng thuốc các triệu chứng dễ bị tái phát trở lại. Các thuốc thường dùng gồm: alprazolam (Xanax), chlordiazepoxide (Librium), clonazepam (Klonopin), diazepam (Valium) và lorazepam (Ativan).
- Thuốc chẹn β có thể giúp điều trị các triệu chứng cơ thể.
- Các thuốc chống trầm cảm có thể được dùng, đặc biệt là khi có các triệu chứng trầm cảm đi kèm với rối loạn lo âu lan tỏa. Ưu điểm là các thuốc này không dẫn đến lệ thuộc hay tái phát triệu chứng tuy nhiên chúng thường không có hiệu quả ngay mà cần phải mất vài tuần để cải thiện. Một số loại thuốc thường dùng là: fluoxetine (Prozac), paroxetine (Paxil), imipramine (Tofranil), venlafaxine (Effexor), escitalopram (Lexapro) và duloxetine (Cymbalta).

Điều đặc biệt cần phải lưu ý là: Không được tự ý mua và sử dụng thuốc khi không có chỉ định của bác sĩ chuyên môn, bởi vì việc tự điều trị theo kiểu này thường để lại các hậu quả nghiêm trọng do bạn không biết cách sử dụng thuốc cũng như những tác dụng phụ xấu có thể xảy đến nằm ngoài tầm kiểm soát.